# Hoplodino hoogstraali
Hoplodino hoogstraali – gatunek kosarza z podrzędu Laniatores i rodziny Podoctidae.

## Występowanie
Gatunek wykazany z Filipin.